# Troye Sivan
Troye Sivan Mellet (AFI: [trɔɪ sɪˈvɑːn]; Johannesburgo, 5 de junio de 1995) es un cantante, compositor, actor, modelo y diseñador de moda sudafrico-australiano. Después de ganar popularidad como cantante en YouTube y en concursos de talentos australianos, Sivan firmó con EMI Australia en 2013 y lanzó su tercer EP, TRXYE (2014), que alcanzó su punto máximo en el número cinco en el Billboard 200 en los Estados Unidos. Su sencillo principal, "Happy Little Pill", alcanzó el top 10 en las listas musicales australianas. En 2015, publicó su cuarto EP, Wild, seguido de su álbum de estudio debut, Blue Neighbourhood. El sencillo principal del álbum, "Youth", se convirtió en el primer sencillo de Sivan en ingresar al top 40 de la lista Billboard Hot 100, alcanzando el puesto 23.
Su segundo álbum de estudio, Bloom (2018), alcanzó el top cinco en Australia y Estados Unidos. Su sencillo principal, "My My My!", se convirtió en el segundo sencillo número uno de Sivan en la lista  Dance Club Songs de Billboard. En 2020, publicó el EP In a Dream. En 2023, publicó un tercer álbum, Something to Give Each Other, el 13 de octubre. Dos sencillos del álbum, «Rush» y «Got Me Started», fueron lanzados en julio y septiembre, respectivamente.
Como actor, Sivan interpretó al joven Logan en X-Men Origins: Wolverine (2009) y protagonizó el personaje principal en la trilogía cinematográfica de Spud (2010-2014). En 2017, se convirtió en el ganador más joven en recibir un Premio GLAAD Stephen F. Kolzak. En 2018, recibió una nominación al Golden Globe a mejor canción original por "Revelation", de la película Boy Erased, en la que también tuvo un papel secundario. Desde entonces ha protagonizado la película Three Months (2022) y la serie de HBO The Idol (2023).

## Biografía
Troye Sivan Mellet nació el 5 de junio de 1995 en Johannesburgo, Sudáfrica, hijo de Laurelle y Shaun Mellet. Cuando tenía dos años su familia emigró a Perth, Australia. Actualmente vive en Los Ángeles, Estados Unidos.  Su padre es un agente de bienes raíces y su madre es ama de casa. Es judío y asistió a la Carmel School hasta el 2009 cuando comenzó a ser educado a distancia.

## Carrera musical

### 2006-2015: Inicios yBlue Neighbourhood
En 2006, 2007 y 2008, cantó en la teletón Channel Seven Perth Telethon. Su actuación del 2006 incluyó un dúo con el cantante Guy Sebastian. También llegó a la gran final de StarSearch en 2007. Su EP debut, Dare to Dream, fue lanzado en febrero de 2008.
El 5 de junio de 2013, firmó con EMI Australia, un sello discográfico de Universal Music Australia. El 15 de agosto de 2014, lanzó su primer EP titulado TRXYE, encabezado por su primer sencillo Happy Little Pill, lanzado el 25 de julio de 2014. TRXYE debutó en el puesto número 1 en iTunes en más de 55 países, y alcanzó el puesto número 5 en el Billboard 200. Happy Little Pill, alcanzó el puesto número 10 en las listas australianas, y vendió más de 35.000 copias. En octubre de 2014, la revista Time lo nombró como uno de los "25 adolescentes más influyentes del 2014".
Lanzó su segundo EP, Wild, el 4 de septiembre de 2015. En septiembre y octubre de 2015, lanzó una trilogía de vídeos musicales de tres canciones pertenecientes a su nuevo álbum Blue Neighbourhood, titulados «Wild», «Fools» y «Talk Me Down», respectivamente. El álbum salió a la venta el 4 de diciembre de 2015. El vídeo «The 'Boyfriend' Tag», realizado junto con Tyler Oakley, le valió un Teen Choice Award en la categoría de Mejor colaboración web.

### 2017-2022:Bloomy bandas sonoras
El 25 de mayo de 2017 hizo una colaboración con Martin Garrix llamada «There For You». El 16 de marzo  de 2018, publicó su canción «Strawberries & Cigarettes», de la banda sonora de Love, Simon. Recibió una nominación a los Premios Satellite de 2018 a mejor canción original. El 31 de agosto, lanzó su segundo álbum de estudio titulado Bloom en donde se encuentran los sencillos «My My My», «The Good Side», «Bloom» y su cuarto sencillo llamado «Dance To This» publicado el 13 de junio de 2018, que presenta una colaboración con Ariana Grande. Ese mismo año, Sivan recibió una nominación al Premio Globo de Oro a mejor canción original por «Revelation», que grabó y coescribió para la película Boy Erased (2018).
En 2019, participa en el álbum Charli de la cantante y compositora inglesa Charli XCX, con las canciones «1999» y «2099». Luego colaboró con Lauv en el tema «I'm So Tired», que se convirtió en su primera canción entre los diez mejores en el Reino Unido, y con Allie X en el tema «Love Me Wrong». El 20 de marzo, comenzó a mencionar que tenía un nuevo sencillo y que se lanzaría muy pronto. En su anunció, comentó que quería usar su presupuesto del videos musical para trabajar con aquellos artistas independientes que no tenían trabajo debido a la pandemia del coronavirus. Finalmente, lanzó «Take Yourself Home» el 1 de abril de 2020, como el sencillo principal de su próximo tercer álbum de estudio.

### 2023-presente:Something To Give Each Other
En 2023, estrenó los videoclips de «Rush», «Got Me Started» y «One of Your Girls» de su álbum Something to Give Each Other. El álbum se lanzó el 13 de octubre de 2023. El 10 de noviembre, Sivan recibió dos nominaciones al Premio Grammy por «Rush»: Mejor Video Musical y Mejor Grabación Pop Dance. El cuarto sencillo del álbum, «Honey», se lanzó el 16 de mayo de 2024.
El 12 de septiembre de 2024, Troye participó en el álbum de remezclas de Charli XCX, Brat bajo el título, It's Completely Different but Also Still Brat, en la canción «Talk Talk». Ambos se embarcaron en la gira Sweat Tour por Norteamérica, en apoyo de sus álbumes.

## Otros proyectos

### Actuación

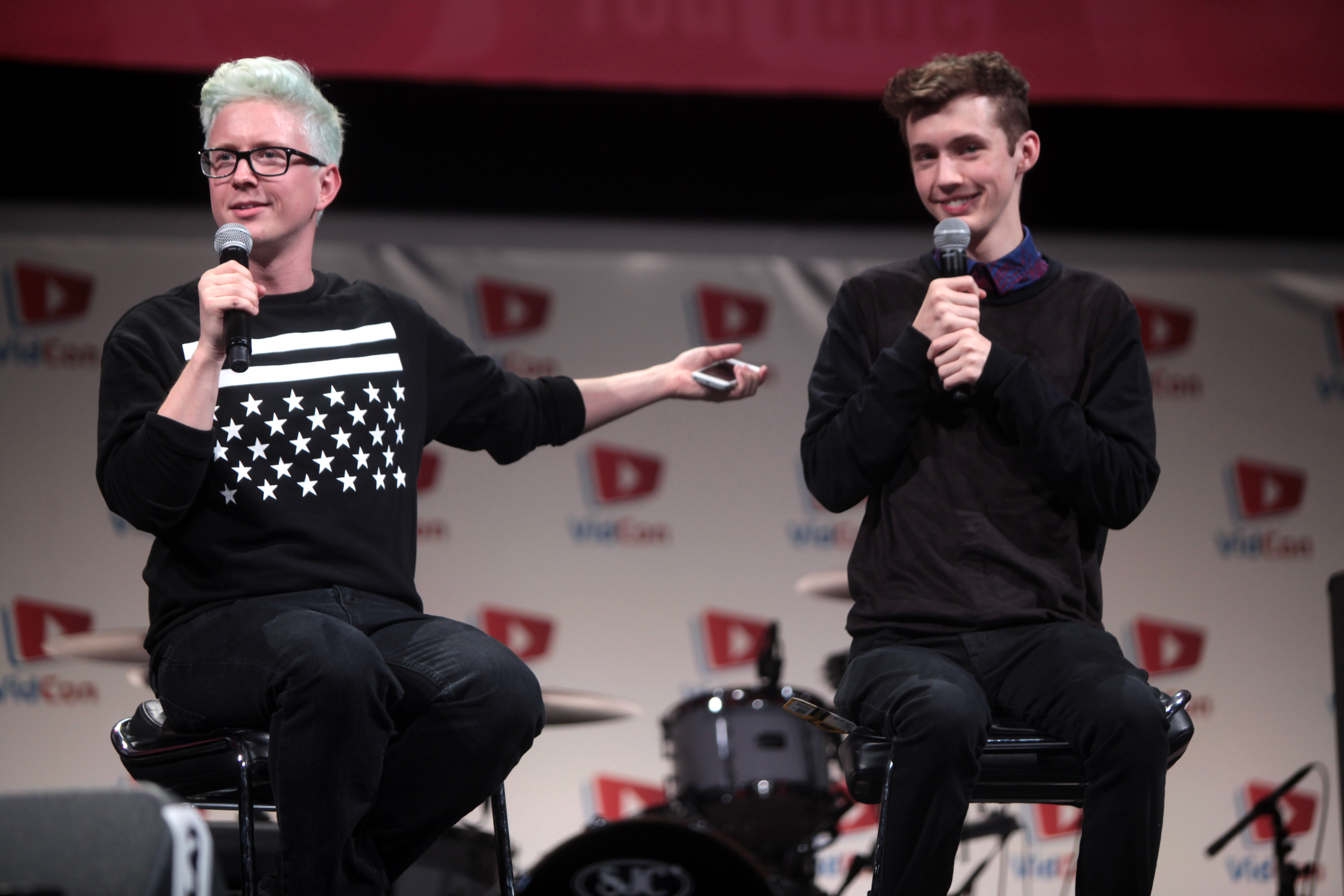
Sivan junto a Tyler Oakley en la VidCon de 2014.

En 2007, interpretó el papel de Oliver Twist en el musical Oliver!. En 2009, participó en un cortometraje australiano llamado Betrand the Terrible. En 2009, interpretó al joven James Howlett (Wolverine) en la película X-Men Origins: Wolverine. Consiguió el papel después de que varios videos de su actuación en Channel Seven Perth Telethon fueron publicados en YouTube, y llamó la atención de un agente de Hollywood, quien a su vez contactó con él y le pidió que enviase una cinta de la audición. A pesar de que el actor Kodi Smit-McPhee ya había sido elegido para el papel, este no pudo formar parte de la película, debido a otro proyecto, la película The Road. En julio de 2009, obtuvo el papel principal de John Milton en la película Spud, una adaptación cinematográfica de la novela homónima de 2005 por el autor sudafricano John van de Ruit. El rodaje tuvo lugar en Sudáfrica desde principios de marzo hasta mediados de abril del 2010. La película fue estrenada en Sudáfrica el 3 de diciembre de 2010 y nominada a seis premios SAFTA (South African Film and Television Awards), incluyendo una nominación a él como "Mejor actor principal en una película".
En 2010, apareció en la obra Esperando a Godot de Samuel Beckett. Compartió el papel de "Boy", con Craig Hyde-Smith en noches alternas. En junio de 2012, regresó a Sudáfrica para filmar Spud 2: The Madness Continues, estrenada el 21 de junio de 2013. También actuó en una tercera película de la saga, Spud 3: Learning to Fly, estrenada el 28 de noviembre de 2014.
El 2 de noviembre de 2018, se estrenó la película Boy Erased, donde actúa como Gary. Además, formó parte de la banda sonora de la película, pues sacó su sencillo "Revelation" para esta. El 22 de noviembre de 2021, Sivan fue elegido para un papel regular en la serie dramática de HBO, The Idol. La serie fue cancelada en agosto de 2023 después de una sola temporada. En 2022, interpretó a Caleb, un joven de 17 años expuesto al VIH en el largometraje Three Months (2022), que explora el estigma continuo que experimentan las personas VIH positivas.

### YouTube
En septiembre de 2012, comenzó subir vídeos a YouTube. Para el momento en el cual publicó su primer vídeo, su canal había acumulado 27.000 suscriptores desde que se había unido en octubre de 2009. Desde agosto de 2016, cuenta con más de 4 millones de suscriptores y más de 260 millones de visitas. Su canal de YouTube es el cuarto canal con más suscriptores en Australia, después de HowToBasic, Planet Dolan y iggyazaleamusicVEVO. Su vídeo The 'Boyfriend' Tag, realizado junto con el también youtuber Tyler Oakley, le valió un Teen Choice Award en la categoría de "Mejor colaboración web" ".

### Modelaje y publicidad
En 2018, Sivan fue el rostro de la colección Primavera/Verano 2018 de Valentino. En 2019, fue embajador de la campaña Viva Glam de MAC Cosmetics. También apareció en las campañas #MyCalvins y #CK50 de Calvin Klein ese año. Desde 2020, ha sido embajador de Cartier. En febrero de 2021, se lanzó la colección de camisetas cápsula de Sivan que diseñó con Uniqlo. El 24 de septiembre de 2021, apareció como modelo en el tercer volumen del Savage X Fenty Show de Rihanna. A principios de 2022, participó en la campaña de Ivy Park de Beyoncé para su colección cápsula con Adidas.

## Filmografía

### Cine
| Año  | Título                        | Papel                             | Ref.   |
| ---- | ----------------------------- | --------------------------------- | ------ |
| 2009 | X-Men Origins: Wolverine      | James (Jimmy) Howlett / Wolverine | [ 50 ] |
| 2010 | Bertrand the Terrible         | Ace                               |        |
| 2010 | Spud                          | John 'Spud' Milton                | [ 51 ] |
| 2013 | Spud 2: The Madness Continues | John 'Spud' Milton                | [ 51 ] |
| 2014 | Spud 3: Learning to Fly       | John 'Spud' Milton                | [ 51 ] |
| 2018 | Boy Erased                    | Gary                              | [ 52 ] |
| 2022 | Three Months                  | Caleb                             | [ 53 ] |
| 2023 | Trolls Band Together          | Floyd (Voz)                       | [ 54 ] |

### Televisión
| Año     | Título                                 | Papel    | Notas                                     |
| ------- | -------------------------------------- | -------- | ----------------------------------------- |
| 2006–08 | Channel Seven Perth Telethon           | Él mismo | Acto de apertura                          |
| 2007    | Star Search                            | Él mismo | Finalista                                 |
| 2015    | The Tonight Show Starring Jimmy Fallon | Él mismo | Invitado musical                          |
| 2016    | The Ellen DeGeneres Show               | Él mismo | Invitado musical                          |
| 2016    | The Late Late Show with James Corden   | Él mismo | Invitado musical                          |
| 2016    | The Tonight Show Starring Jimmy Fallon | Él mismo | Invitado musical                          |
| 2018    | The Ellen DeGeneres Show               | Él mismo | Invitado musical y entrevista             |
| 2018    | Saturday Night Live                    | Él mismo | Invitado musical                          |
| 2019    | RuPaul's Drag Race                     | Él mismo | Temporada 11, juez invitado               |
| 2019    | The Kacey Musgraves Christmas Show     | Él mismo | Invitado musical                          |
| 2021    | RuPaul's Drag Race Down Under          | Él mismo | Invitado musical. Temporada 1, episodio 3 |
| 2021    | Savage X Fenty Show Vol. 3             | Él mismo | Invitado musical                          |
| 2023    | The Idol                               | Xander   | 3 episodios                               |

### Teatro
| Año  | Título            | Papel        | Notas                 |
| ---- | ----------------- | ------------ | --------------------- |
| 2007 | Oliver!           | Oliver Twist | Regal Theatre         |
| 2010 | Esperando a Godot | Boy          | His Majesty's Theatre |

## Discografía
Álbumes de estudio
- 2015: Blue Neighbourhood
- 2018: Bloom
- 2023: Something to Give Each Other

## Giras
Principales
- 2015: Troye Sivan Live
- 2016: Blue Neighbourhood Tour
- 2016: Suburbia Tour
- 2018-19: The Bloom Tour
- 2024: Something to Give Each Other Tour

Compartidas
- 2024: Sweat Tour (con Charli XCX)